# أدريان بيرد
أدريان بيرد (بالإنجليزية: Adrian Bird) (ولد في 3 يوليو 1947) هو عالم وراثة بريطاني وأستاذ بوكانان للوراثة في جامعة إدنبرة. قضى أدريان كثيرًا من وقته في العمل الأكاديمي في إدنبرة، وذلك منذُ حصوله على درجة الدكتوراة عام 1970 في وحدة جينوم الثدييات في مجلس البحوث الطبية، ثم شغل منصب مدير مركز صندوق ويلكم لبيولوجيا الخلايا. يُركز في أبحاثه على فهمِ مثيلة الحمض النووي الريبوزي المنقوص الأكسجين وثنائي النوكليوتيد CpG، ودورها في الأمراض مثل متلازمة ريت.

## التعليم
ولد بيرد في رولي ريجيس بالقرب من ولفرهامبتن، إنجلترا، ولكن منذ سن الرابعة عاش في بلدة كيدرمينستر، بالقرب من برمنغهام. التحق بمدرسة القواعد في هارتلبري، وحصل على درجات CCD لنتائجه في المستوى A. أثناء وجوده في المدرسة، لعب بيرد لعبة الكريكت والهوكي لفريق محلي. حصل بيرد على درجة الدكتوراه من جامعة إدنبرة في عام 1970 للبحث الذي أشرف عليه ماكس بيرنستيل، بعد الدراسة الجامعية للكيمياء الحيوية في جامعة ساسكس.

## الأبحاث والعمل
بعد حصوله على درجة الدكتوراه، انتقل بيرد إلى مناصب باحث ما بعد الدكتوراه، أولاً في جامعة ييل مع جوزيف جي. غال ، ثم في جامعة زيورخ قبل أن يعود إلى إدنبرة في عام 1975 للعمل في وحدة جينوم الثدييات بمجلس البحوث الطبية (المملكة المتحدة)، حيث بقي في المركز لمدة 11 عامًاوخلال عمله في المجلس وبالتعاون مع إدوين ساذرن، قام كل من بيرد وساذرن برسم خريطة لحالة المثيلة لثنائي النوكليوتيدات CpG في الحمض النووي الريبوزي الريبوسومي في القطيم الإفريقي. من عام 1987 إلى عام 1990، واصل بيرد أبحاثه في معهد أبحاث علم الأمراض الجزيئية في فيينا.
في عام 1990، أصبح أدريان بيرد أستاذًا لعلم الوراثة في جامعة إدنبرة. وقد ساعد في إنشاء مركز صندوق ويلكوم لبيولوجيا الخلية، الموجود أيضًا في إدنبرة، وعمل مديرًا للمركز من عام 1999 حتى عام 2011، ومن بعده تولى ديفيد توليرفي منصب مدير المركز. ومن عام 2000 إلى عام 2010، كان أيضًا محافظًا لمؤسسة صندوق ويلكوم، حيث شغل منصب نائب رئيس مجلس الإدارة خلال السنوات الثلاث الأخيرة.
بيرد هو أحد أمناء المنظمة الخيرية لأبحاث السرطان في المملكة المتحدة وصندوق أبحاث متلازمة ريت. وهو يشغل أيضًا منصب عضو مجلس إدارة مركز أبحاث السرطان في إدنبرة.
ركزت أبحاث بيرد على جزر ثنائي النوكليوتيد CpG وعامل الربط المرتبط بها MeCP2. قاد بيرد الفريق الذي حدد لأول مرة جزر ثنائي النوكليوتيد CpG - التي كانت تسمى في الأصل "شظايا HpaII الصغيرة"- في جينومات الفقاريات. وتعد تلك الجزر مناطق جينومية قصيرة ذات كثافة عالية من ثنائي النوكليوتيد CpG، وتوجد عادة في حالة غير ميثيلية داخل أو بالقرب من محفز الجين النشط.
اكتشفت مجموعة بيرد أن بروتين MeCP2 يرتبط على وجه التحديد بمواقع ثنائي النيوكليوتيد CpG الميثيلية، علاوة على أن تعطيل هذا التفاعل يسبب اضطراب طيف التوحد متلازمة ريت. كما أشار مختبر بيرد أيضًا إلى وجود مثبط مشارك للمستقبل النووي 1 باعتباره شريكًا مهمًا في تفاعل MeCP2/methyl-CpG.
في عام 2007، نشر مختبر بيرد بحثًا في مجلة ساينس يصف إثباتًا لمبدأ أن المكافئ الفأري لمتلازمة ريت يمكن عكسه بنجاح في فئران التجارب. حُقق ذلك من خلال إعادة إدخال جين MeCP2 الوظيفي وأثبت نجاحه حتى عندما كانت الحالة في مرحلة متقدمة، مما يشير إلى إمكانية اتباع نهج العلاج الجيني لعلاج المرض البشري في المستقبل.

## الجوائز والتكريمات
تم انتخاب بيرد زميلًا للجمعية الملكية (FRS) في عام 1989 ، وكان نص ترشيحه كالتالي:
حصل بيرد على وسام جابور في عام 1999 "تقديرًا لعمله الرائد في دراسة الآليات العالمية التي يتم من خلالها تنظيم نسخ جينوم الثدييات ولاستكشافه للأساس الجزيئي للآليات البيولوجية الأساسية، ولا سيما تطويره لطرق التحليل أنماط مثيلة الحمض النووي حقيقيات النواة باستخدام نوكليازات داخلية واكتشاف فئة جديدة من تسلسلات الحمض النووي الموجودة في جميع الفقاريات والبحث المستمر عنها. حصل على جائزة لويس جانتيه للطب في نفس العام، وحصل على وسام رتبة الإمبراطورية البريطانية في عيد ميلاد الملكة في عام 2005.
في عام 2011، حصل بيرد على جائزة مؤسسة غيردنر الدولية "لاكتشافاته الرائدة في مثيلة الحمض النووي ودوره في التعبير الجيني". وفي العام التالي، فاز بيرد بجائزة جلاكسو سميث كلاين لعام 2012. في عام 2013، حصل على جائزة تومسون رويترز للاقتباس وحصل على جائزة مؤسسة بانكو فيزكايا أرجنتاريا لرواد المعرفة لعام 2013 في الطب الحيوي "لاكتشافاته في مجال علم الوراثة اللاجينية".
في عام 2013، تم ترشيح بيرد كفائز محتمل لجائزة نوبل في الطب أو علم وظائف الأعضاء عن "الاكتشافات الأساسية المتعلقة بمثيلة الحمض النووي والتعبير الجيني" على الرغم من أن الجائزة ذهبت لاحقًا إلى جيمس روثمان وراندي شيكمان وتوماس سي سودهوف.
حصل على وسام فارس في عام 2014 مع مرتبة الشرف لخدماته في مجال العلوم.
في عام 2016، انتُخب زميلًا أجنبيًا للأكاديمية الوطنية للعلوم وحصل على جائزة شو مع هدى يوسف الزغبي. وفي عام 2017 حصل على جائزة تشارلز رودولف بروباشر.
حصل على ميدالية بوكانان من الجمعية الملكية في عام 2018 لاكتشافاته الطبية، وانتخب زميلًا في أكاديمية العلوم الطبية في عام 2001. وفي عام 2020 حصل على جائزة الدماغ.

## الحياة الشخصية
أدريان بيرد متزوج من زميلته عالمة الوراثة كاثي أبوت ولديه أربعة أطفال. في سن 66 عامًا، نُقل عن بيرد أنه ليس لديه أي خطط للتقاعد، قائلاً "نحن [المجموعة البحثية] لا نزال نحظى بتمويل جيد ولا يزال عملنا منشورًا في المجلات، وطالما استمر ذلك، سأستمر أنا أيضًا."